# Harvey Lembeck
Harvey Lembeck (15 de abril de 1923 - 5 de enero de 1982) fue un actor de comedia estadounidense recordado por su papel de Cpl. Rocco Barbella en The Phil Silvers Show (también conocido como sargento bilko , alias You'll Never Get Rich ) a fines de la década de 1950, y como el tambaleante y exceso de confianza casi fuera de la ley motociclista Eric Von Zipper en películas de fiestas en la playa durante la década de 1960. También realizó actuaciones notables en las versiones teatral y cinematográfica de Stalag 17 . Fue padre del actor y director Michael Lembeck y de la actriz Helaine Lembeck.

## Primeros años
Nacido en Brooklyn, Lembeck comenzó su carrera justo al salir de New Utrecht High School, como bailarín en la Feria Mundial de Nueva York de 1939-40. Formó parte de un equipo de baile de exhibición conocido como The Dancing Carrolls. Su pareja, Caroline Dubs, se convirtió en su esposa.
Hijo de un fabricante de botones de Brooklyn, Lembeck anhelaba una carrera como locutor de deportes en la radio. Después de su baja del ejército de los Estados Unidos al final de la Segunda Guerra Mundial en 1945, asistió a la Universidad de Nueva York y obtuvo una licenciatura en artes de la radio en 1947. Sin embargo, eligió el escenario como carrera por consejo de uno de sus instructores, el Prof. Robert Emerson, quien lo había visto actuar en obras universitarias.
Lembeck era judío .

## Carrera

### Décadas de 1940 y 1950
Dos semanas después de graduarse, Lembeck obtuvo el papel de Sam Insigna en Mister Roberts, que interpretó en Broadway durante casi tres años.
Lembeck hizo tres películas para 20th Century Fox : You're in the Navy Now, Fourteen Hours y The Frogmen, todas estrenadas en la primera mitad de 1951.  Regresó a Broadway como el sargento. Harry Shapiro en Stalag 17, posteriormente interpretando el mismo papel en la versión cinematográfica dirigida por Billy Wilder,  ganando el premio Theatre Owners of America's Laurel Award por su destacada interpretación cómica y la mejor posibilidad de alcanzar el estrellato. De 1952 a 1954, Lembeck también hizo otras nueve películas, en su mayoría interpretando estereotipos militares. Sin embargo, el papel de Harry Shapiro interpretado por Lembeck fue significativo, ya que demostró la resiliencia del estadounidense promedio bajo la presión extrema como prisionero de guerra durante la Segunda Guerra Mundial.
En 1954, regresó a Broadway, apareciendo en la obra Wedding Breakfast . Ese mismo año, apareció con Skip Homeier en el episodio "Eye for an Eye" del drama legal Justice de NBC, basado en estudios de casos de la Sociedad de Ayuda Legal de Nueva York . Su paso por la popular serie Sergeant Bilko de Phil Silvers comenzó en 1955. Lembeck interpretó al compañero de Bilko, el cabo Rocco Barbella.  El programa duró cuatro años.
Lembeck también actuó en el escenario en 1955 en la revista musical Phoenix '55, interpretó a Luther Billis en la producción de 1957 de South Pacific y de 1959 a 1961 fue el suplente del papel de Fiorello LaGuardia en el musical Fiorello!.

### Décadas de 1960 y 1970
En la temporada televisiva de 1961-1962, Lembeck interpretó a un agente teatral, Jerry Roper, en la comedia de situación de ABC The Hathaways, protagonizada por Peggy Cass y Jack Weston como "padres" del Marquis Chimps. Apareció dos veces como "Al" en "Variations on a Theme" y "Music Hath Charms" (ambas de 1961) en otra comedia de ABC, The Donna Reed Show . 
Después de haber pasado gran parte de su vida adulta en uniforme, Lembeck una vez más se vistió con trajes de la Marina en la temporada 1962-1963 para coprotagonizar con Dean Jones la comedia de situación de NBC Ensign O'Toole . Actuó junto a Steve McQueen en Love with the Proper Stranger y luego pasó parte de principios de la década de 1960 interpretando al adorable chico malo Eric Von Zipper en seis películas de fiestas en la playa de American International, con Frankie Avalon y Annette Funicello . (No apareció en la segunda película de "playa", Muscle Beach Party de 1964. ) El personaje de Von Zipper, líder de la pandilla de motociclistas Rat Pack, era una parodia del papel de Marlon Brando en The Wild One (Von Zipper revela en Beach Blanket Bingo que uno de sus ídolos era "Marlo Brandon". ) Entre otras cosas, Von Zipper pronunciaba sus juicios sobre los demás diciendo "Él, me gusta" o "Él, no me gusta". En 1964 también coprotagonizó con Debbie Reynolds The Unsinkable Molly Brown .
En 1964, Jack Kosslyn del Mercury Theatre le pidió a Lembeck que se hiciera cargo de su taller de actores. Lembeck aprovechó esta oportunidad para crear su taller de comedia. Trabajando inicialmente con guiones de comedia, pronto se quedó sin buen material de comedia y descubrió que la improvisación era una herramienta maravillosa para enseñar y ejercitar la comedia. Se dio cuenta de que el método de improvisación, nuevo a principios de la década de 1960, era una de las mejores formas de desarrollar los instintos cómicos de los actores. Lembeck volvió al teatro para interpretar a Sancho Panza en la primera compañía nacional del Hombre de La Mancha . El presidente Lyndon Johnson eligió a esta compañía para dar una actuación de mando en la Casa Blanca.
Durante finales de la década de 1960 y 1970, Lembeck se convirtió en un pilar de la televisión, con más de 200 apariciones como invitado, incluidos Ben Casey, Mr. Novak, The Munsters, The Man from UNCLE, Route 66, The Monkees, Night Gallery, It Takes a Thief, La familia Partridge, Chico y el hombre, Vega$, Todos en familia, Hawkins, Batman y Mork y Mindy . 
Lembeck también dirigió las compañías itinerantes de Stalag 17 y Mister Roberts, junto con las revistas A Night at the Mark en San Francisco y Flush en Las Vegas .

## Muerte
Lembeck continuó actuando y enseñando actuación hasta su muerte por un ataque al corazón el 5 de enero de 1982. Estaba actuando en un episodio de Mork and Mindy cuando se enfermó, colapsó cuando salía del set y murió. Tenía 58 años. En una entrevista grabada poco antes de su propia muerte en 1985, Phil Silvers dijo que estaba conmocionado y entristecido por la prematura muerte de su amigo Lembeck, y que lo extrañaba terriblemente.

## Apariciones en teatro
- Mister Roberts (18/2/48-6/1/1951, 1157 representaciones, en el Teatro Alvin ) – Insigna (con Karl Lukas, Tige Andrews, Murray Hamilton, todos de The Phil Silvers Show )
- Stalag 17 (8/5/51-21/6/52, 472 funciones, en el 48th Street Theatre ) – Sargento. Harry Shapiro (con Robert Strauss, Allan Melvin, Bob Shawley, todos de The Phil Silvers Show ; Strauss y Lembeck aparecieron en la versión filmada)
- Desayuno nupcial (20/11/54-26/2/55, 113 funciones, en el 48th Street Theatre) – Norman (con Lee Grant y Tony Franciosa )
- Phoenix '55 (23/5/55-17/7/55, 97 representaciones, en el Teatro Phoenix ; con Nancy Walker )
- Pacífico Sur (24/4/57-5/12/55, 23 funciones, en el New York City Center – Luther Billis)
- ¡Oklahoma! (19/3/58-30/3/58, 16 funciones, en el New York City Center ) – Ali Hakim
- Man of La Mancha – Sancho Panza (compañía de gira, realizada en la Casa Blanca para el presidente Lyndon B. Johnson )

## Selección de filmografía
- You're in the Navy Now (1951) - Norelli
- Fourteen Hours (1951) - Cab Driver (sin créditos)
- The Frogmen (1951) - Marvin W. 'Canarsie' Mikowsky
- Finders Keepers (1952) - Rol indeterminado
- Just Across the Street (1952) - Al
- Back at the Front, también conocido como Willie and Joe Back at the Front (1952) - Joe
- Girls in the Night (1953) - Chuck Haynes
- Stalag 17 (1953) - Sgt. Harry Shapiro
- Mission Over Korea (1953) - Sgt. Maxie Steiner
- The Command (1954) - Pvt. Gottschalk
- Between Heaven and Hell (1956) - Pvt. Bernard 'Bernie' Meleski - Co. G
- The Last Time I Saw Archie (1961) - Sargento de guardia Malcolm Greenbriar
- Sail a Crooked Ship (1961) - Nickels
- A View from the Bridge (1962) - Mike
- Beach Party (1963) - Eric Von Zipper
- Love with the Proper Stranger (1963) - Julio Rossini
- The Unsinkable Molly Brown (1964) - Polak
- Bikini Beach (1964) - Eric Von Zipper
- Pajama Party (1964) - Eric Von Zipper
- Beach Blanket Bingo (1965) - Eric Von Zipper
- How to Stuff a Wild Bikini (1965) - Eric Von Zipper
- Sergeant Deadhead (1965) - Airman McEvoy
- Dr. Goldfoot and the Bikini Machine (1965) - Matón en mazmorra
- The Ghost in the Invisible Bikini (1966) - Eric Von Zipper
- Fireball 500 (1966) - Charlie Bigg
- The Spirit Is Willing (1967) - Capt. Pederson (uncredited)
- Hello Down There (1969) - Sonarman
- A Likely Story (1973)
- There Is No 13 (1974) -  George mayor
- Raid on Entebbe (1976, TV Movie) - Sr. Harvey
- The Gong Show Movie (1980) -Hombre en el baño turco